# Salone d'Ercole (Versailles)

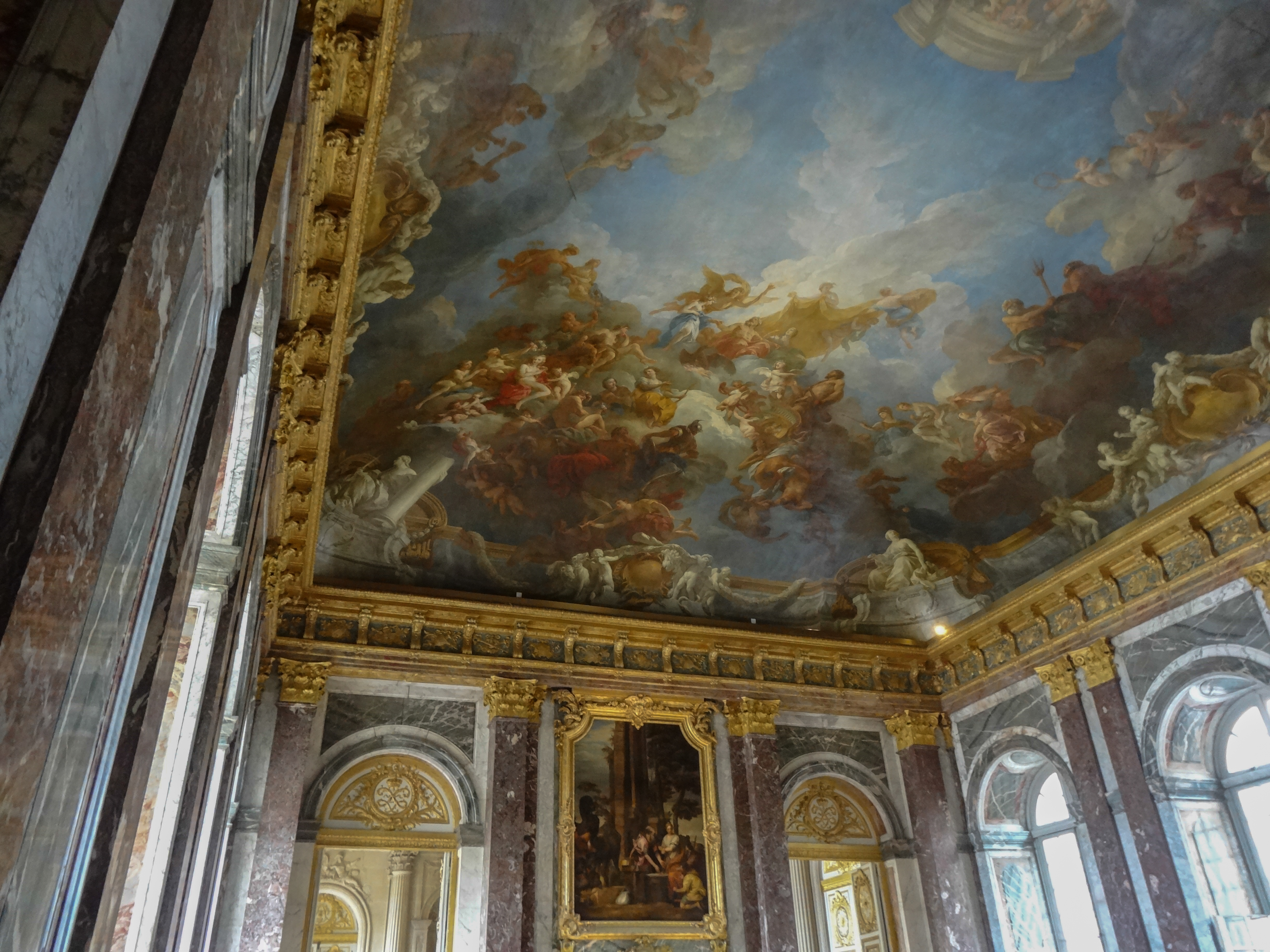
Il Salone d'Ercole, con la volta dipinta da François Lemoyne negli anni '30 del XVIII secolo.

Il Salone d'Ercole (in francese: Salon d'Hercule) è una stanza del Grand appartement du roi nella Reggia di Versailles.

## Storia
Il Salone d'Ercole è il primo salone parte dei Gran appartement du roi provenendo dalla Cappella Reale della reggia ed era riservato ai ricevimenti. Le decorazioni del salone vennero progettate ed eseguite da Robert de Cotte che si accinse all'opera dopo aver concluso le decorazioni nella vicina cappella nel 1710. Le decorazioni vennero interrotte alla morte di Luigi XIV e rimasero incomplete per poi essere riprese nel 1725 sotto il regno di Luigi XV con il ritorno della corte a Versailles. In questa seconda fase dei lavori il progetto venne affidato all'architetto Jacques Gabriel, accompagnato dal marmista Claude-Félix Tarlé e dagli scultori Jacques Verberckt e François-Antoine Vassé.

## Descrizione

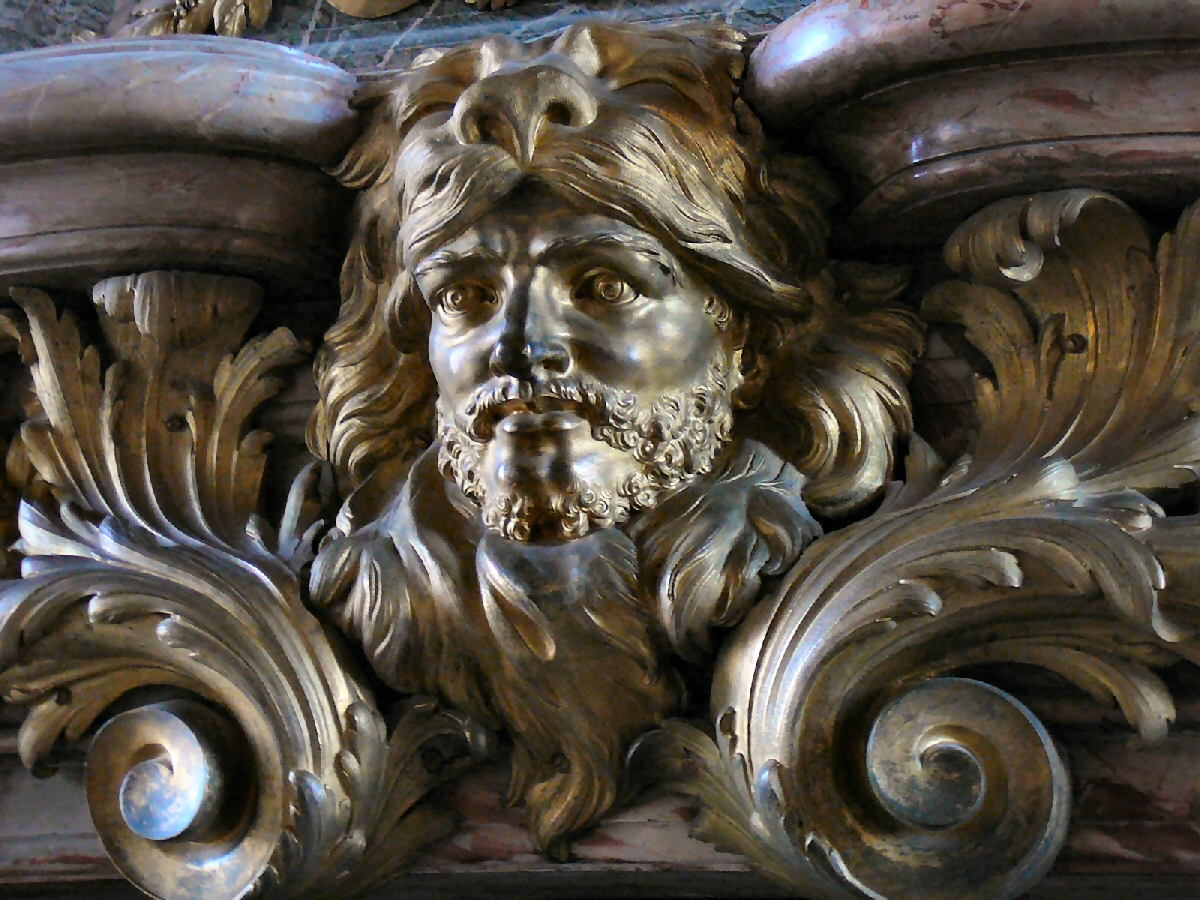
Testa di Ercole sul camino della stanza.

Uno degli elementi caratteristici di questa sala sono le 230 lesene di marmo rosso sovrastate da capitelli dorati che si congiungono con una cornice di trionfi militari e conferiscono all'ambiente un aspetto sontuoso. 
Sopra il camino della stanza si trova un dipinto di Paolo Veronese dal titolo Rebecca al pozzo (2,40 m × 3,66 m), mentre sulla parete opposta, sempre dello stesso autore, si trova il dipinto di Pranzo da Simone il Fariseo, donato al Re Sole dalla Serenissima nel 1664. Il camino è in marmo d'Antin ornato di bronzi ad opera di Antoine Vassé con al centro un medaglione dorato raffigurante la testa di Ercole coperto della pelle del leone nemeo ed inquadrato da cornucopie e grappoli d'uva.
Sul soffitto si trova L'apoteosi di Ercole, un dipinto di 315 metri quadrati che coprono tutto il soffitto, realizzato da François Le Moyne nell'arco temporale di tre anni. Il grande spazio a disposizione del pittore fa sì che la composizione si trovi ad ospitare 142 figure diverse tra divinità classiche, vizi e virtù dell'uomo, mentre la parte centrale è occupata dalla figura di Ercole accolto in gloria tra gli dei dell'Olimpo da Zeus che gli porge in sposa Ebe.

## Galleria d'immagini
|                                                                              |                                                                          |                                                                             |
| Rebecca al pozzo, seconda metà del XVI secolo di Paolo Veronese (1528–1588). | Festa in casa di Simone il Fariseo, 1570, di Paolo Veronese (1528–1588). | Apoteosi di Ercole, 1733-1736 (soffitto), di François Le Moyne (1688–1737). |

## Fonti
- Jean-François Blondel, Architecture françoise, ou Recueil des plans, élévations, coupes et profils des églises, maisons royales, palais, hôtels & édifices les plus considérables de Paris, 4 voll., Parigi, Charles-Antoine Jombert, 1752-1756.
- Edward Lighthart, Archétype et symbole dans le style Louis XIV versaillais: réflexions sur l'imago rex et l'imago patriae au début de l'époque moderne, Doctoral thesis, 1997.
- Pierre Verlet, Le château de Versailles, Parigi, Librairie Arthème Fayard, 1985.